# Algimantas Merkevičius
Algimantas Merkevičius (3 de enero de 1969) es un deportista lituano que compitió en judo. Ganó dos medallas en el Campeonato Europeo de Judo en los años 1997 y 1999.
Participó en los Juegos Olímpicos de Atlanta 1996, donde finalizó noveno en la categoría de –86 kg.

## Palmarés internacional
| Campeonato Europeo | Campeonato Europeo      | Campeonato Europeo | Campeonato Europeo |
| Año                | Lugar                   | Medalla            | Categoría          |
| ------------------ | ----------------------- | ------------------ | ------------------ |
| 1997               | Ostende (Bélgica)       | Medalla de bronce  | –86 kg             |
| 1999               | Bratislava (Eslovaquia) | Medalla de plata   | –90 kg             |